# Римокатоличка црква у Чоки
Римокатоличка црква у Чоки је подигнута 1808. године, залагањем породице Марцибањи, под заштитом је државе као споменик културе у категорији непокретних културних добара од изузетног значаја.
Римокатоличка црква је посвећена Светом Тројству. Саграђена је као једнобродна издужена црквена грађевина са полукружном олтарском апсидом на истоку и високим звоником који се уздиже изнад западне фасаде, под утицајем класицизма. Богата архитектонска декорација на западном прочељу доприноси репрезентативном изгледу, док је главни портал, уоквирен полустубовима који носе тимпанон, истакнут монументалним прислоњеним пиластрима, флорално орнаментисаном траком и тимпанон, на који се надовезује зид забата.
Са обе стране улаза смештена је по једна полукружна ниша са слободном скулптуром светитеља. Сликарски радови у храму, изведени у духу најбољих барокних остварења, приписују се радионици Паула Трогера, професора бечке академије и једног од водећих бечких сликара с почетка 18. века. Представе апостола Павла и Петра, израђене у ретко коришћеној техници гипсозаику, рад су Трогеровог сарадника Кепа Волфанга. У унутрашњости цркве изграђена је крипта породице Марцибањи. Надгробне стеле чланова породице, настале између 1812. и 1870. године, дело су непознатих класицистичких мајстора из Беча или Пеште.
Конзерваторско-рестаураторски радови на архитектури и статичкој санацији свода цркве извођени су 2003–2006. године.